# Òrbita cementiri

Un exemple d'òrbita de cementiri: Marc fix de la Terra
Terra·
Spaceway-1·
Spaceway-2·
Spaceway-3

La òrbita cementiri és una zona orbital per sobre de l'òrbita geoestacionària on es col·loquen els satèl·lits al final de la seva vida operacional. És una mesura realitzada per disminuir la probabilitat de col·lisions amb altres satèl·lits operacionals i que es generi escombraries espacials en aquesta òrbita molt comercial.
Per als satèl·lits en òrbita geoestacionaria i en òrbita geosíncrona, l'òrbita cementiri estaria uns pocs centenars de quilòmetres sobre l'òrbita operacional. La transferència a l'òrbita cementiri des de l'òrbita geoestacionaria no obstant això requereix una quantitat de combustible tal com la que es necessitaria durant aproximadament tres mesos per al manteniment de la seva posició en estació. També cal un control fiable de l'orientació durant la maniobra de la transferència. Mentre que la majoria dels operadors basats en els satèl·lits intenten realitzar aquesta maniobra en el final de la vida operacional solament la meitat tenen èxit en fer-ho.
Aquesta òrbita s'utilitza doncs l'increment de velocitat, delta-v, requerit per realitzar una maniobra, ja que reentrar a la Terra és massa alt. Desorbitar un satèl·lit geoestacionario requeriria un delta-v de 1500 m/s mentre que elevar-ho a una òrbita del cementiri requeriria prop d'11 m/s, per la qual cosa cal molt menys combustible a bord del satèl·lit.
Segons el Comitè de Coordinació de les Escombraries Espacials Inter-Agències (Inter-Agency Space Debris Coordination Committee o IADC en anglès) l'altitud mínima del perigeig {\displaystyle \Delta {H}\,} sobre l'òrbita geoestacionària ha de ser:
{\displaystyle \Delta H=235{\text{ km}}+\left(1000C_{R}{\frac {A}{m}}\right){\text{ km}}}
on {\displaystyle C_{R}\,} és el coeficient de la pressió de radiació solar (típicament entre 1,2 i 1,5) i {\displaystyle {\frac {A}{m}}\,} és la relació entre l'àrea exposada m² i la massa kg del satèl·lit. Aquest fórmula inclou prop de 200 km per permetre maniobres en l'òrbita geostacionaria sense interferències amb l'òrbita cementiri. Una altra tolerància de 35 quilòmetres ha de permetre's per als efectes de pertorbacions gravitacionals (sobretot solar i lunar). La part restant de l'equació considera els efectes de la pressió solar de la radiació, que depèn dels paràmetres físics del satèl·lit.
Als Estats Units, la Comissió Federal de Comunicacions (Federal Communications Commission o FCC) requereix que tots els satèl·lits geoestacionaris llançats després del 18 de març de 2002, es traslladin a una òrbita cementiri al final de la seva vida operacional. Les regulacions donades requereixen una alçària de, {\displaystyle \Delta {H}}, de ~300 quilòmetres.